# Plainpalais
Plainpalais – dzielnica Genewy, do 1931 gmina. W latach 1926–1980 istniały tutaj sale wystawowe, gdzie odbywały się targi motoryzacyjne Salon International de l'Auto. Po ich zburzeniu powstał główny budynek Uniwersytetu Genewskiego.